# Chiến tranh Thanh – Nhật
Chiến tranh Nhật - Thanh (cách gọi Nhật Bản, tiếng Nhật: 日清戦争, đã Latinh hoá: Nisshin Sensō), hay chiến tranh Giáp Ngọ (cách gọi Trung Quốc, tiếng Trung: 甲午戰爭, Jiǎwǔ Zhànzhēng) là một cuộc chiến tranh giữa đế quốc Đại Thanh và đế quốc Nhật Bản diễn ra từ ngày 1 tháng 8 năm 1894 đến ngày 17 tháng 4 năm 1895. Cuộc chiến tranh này đã trở thành biểu tượng về sự suy yếu của nhà Thanh và chứng tỏ sự thành công của quá trình hiện đại hóa do công cuộc Minh Trị duy tân mang lại so với phong trào Dương vụ ở Trung Quốc. Kết quả chủ yếu của cuộc chiến này là sự chuyển dịch quyền chi phối khu vực châu Á từ Trung Quốc sang Nhật Bản, là một đòn chí mạng vào nhà Thanh và truyền thống cổ truyền Trung Hoa. Kết cục này đã dẫn đến cuộc Cách mạng Tân Hợi năm 1911 ở Trung Quốc.

## Bối cảnh và nguyên nhân
Nhật Bản từ lâu đã mong ước mở rộng lãnh địa của mình vào đại lục Đông Á. Trong thời kỳ cai trị của Toyotomi Hideyoshi vào cuối thế kỷ 16, các cuộc xâm lược Triều Tiên của Nhật Bản (1592-1598) sau những thành công ban đầu đã không thể giành được thắng lợi và kiểm soát hoàn toàn Triều Tiên.
Sau hai thế kỷ, chính sách đóng cửa đất nước dưới thời Mạc phủ Tokugawa đã đi đến kết thúc khi Nhật Bản bị Hoa Kỳ ép mở cửa giao thương vào năm 1854. Những năm tiếp theo cuộc Minh Trị duy tân năm 1868 và sự sụp đổ của chế độ mạc phủ, Nhật Bản đã tự chuyển đổi từ một xã hội khá lạc hậu và phong kiến sang một quốc gia công nghiệp hiện đại. Nhật đã cử các phái đoàn và sinh viên đi khắp thế giới để học và tiếp thu khoa học và nghệ thuật phương Tây, điều này đã được thực hiện nhằm giúp Nhật Bản tránh khỏi rơi vào ách thống trị của nước ngoài và cũng giúp cho Nhật có thể cạnh tranh ngang ngửa với các cường quốc phương Tây.

### Xung đột về Triều Tiên
Là một quốc gia mới nổi, Nhật Bản chuyển hướng sự chú ý của mình đến Triều Tiên. Để bảo vệ an ninh và các lợi ích của mình, Nhật Bản vừa muốn sáp nhập Triều Tiên trước khi Triều Tiên bị bất kỳ một cường quốc nào khác chiếm, hay ít nhất là đảm bảo Triều Tiên vẫn duy trì được nền độc lập của mình bằng cách phát triển các nguồn lực và cải cách chính trị. Như cố vấn người Phổ cho quân đội Minh Trị Jakob Meckel đã nói, Triều Tiên là "con dao chỉ thẳng vào trái tim nước Nhật". Nhật Bản cảm thấy một cường quốc khác có sự hiện diện quân sự tại bán đảo Triều Tiên sẽ bất lợi cho an ninh quốc gia Nhật Bản, và vì vậy Nhật Bản quyết tâm chấm dứt quyền bá chủ của Trung Quốc với Triều Tiên. Hơn nữa, Nhật Bản nhận ra rằng có thể tiếp cận với than và quặng sắt Triều Tiên sẽ có lợi cho sự phát triển nền tảng công nghiệp Nhật Bản.
Triều Tiên vẫn nạp cống phẩm theo truyền thống và tiếp tục chịu ảnh hưởng của nhà Thanh. Triều đại này cũng có ảnh hưởng lớn đến những vị quan bảo thủ Triều Tiên tập hợp xung quanh Hoàng gia của nhà Triều Tiên. Trong khi đó, nội bộ Triều Tiên bị chia rẽ. Những người cải cách muốn thiết lập quan hệ chặt chẽ hơn với Nhật Bản và các nước phương Tây. Sau Chiến tranh Nha phiến và Chiến tranh Pháp - Thanh, Đại Thanh đã yếu hơn và không thể kháng cự lại sự can thiệp chính trị và xâm phạm lãnh thổ của các cường quốc phương Tây (xem Hiệp ước bất bình đẳng). Nhật Bản thấy được cơ hội của mình trong việc thay thế ảnh hưởng của Trung Quốc với Triều Tiên.
Ngày 27 tháng 2 năm 1876, sau khi các sự kiện nào đó và đối đầu với những người chủ trương cô lập Triều Tiên và người Nhật, Nhật Bản áp đặt Hòa ước Giang Hoa lên Triều Tiên, ép Triều Tiên phải tự mở cửa cho người Nhật và ngoại thương và tuyên bố độc lập khỏi Trung Quốc trong quan hệ đối ngoại.
Năm 1884 một nhóm các nhà cải cách thân Nhật lật đổ nhanh chóng chính quyền bảo thủ thân Trung Quốc trong một cuộc đảo chính đẫm máu. Tuy vậy, phe thân Đại Thanh, với sự giúp đỡ của quân đội nhà Thanh dưới quyền Viên Thế Khải, đã giành lại được quyền kiểm soát bằng một cuộc lật đổ không kém phần đẫm máu, dẫn đến cái chết của rất nhiều người cải cách. Họ còn đốt cháy Công sứ quán Nhật Bản và gây ra cái chết của vài người bảo vệ tòa công sứ và công dân Nhật. Điều này dẫn đến một sự kiện giữa Nhật Bản và Đại Thanh, nhưng cuối cùng được giải quyết bằng Điều ước Thiên Tân năm 1885, theo đó hai phía đồng ý: (a) đồng thời rút quân đội viễn chinh khỏi bán đảo Triều Tiên; (b) không gửi chuyên gia quân sự đến để huấn luyện quân đội Triều Tiên; và (c) thông báo cho phía bên kia trước khi một bên quyết định điều quân đến Triều Tiên. Tuy vậy, người Nhật Bản nổi giận vì những nỗ lực liên tiếp của người Trung Quốc nhằm làm xói mòn ảnh hưởng của họ tại Triều Tiên.

## Vị thế của hai quân đội

### Nhật Bản
Những cải cách của Nhật Bản dưới thời Thiên hoàng Minh Trị đã cho phép Nhật Bản có lực lượng lục quân và hải quân thực sự hiện đại. Nhật Bản gửi rất nhiều sĩ quan hải quân ra nước ngoài huấn luyện, và ước lượng sức mạnh và chiến thuật tương đối của lục quân và hải quân châu Âu.

#### Hải quân Đế quốc Nhật Bản
| Tham chiến chính    |
| Hộ tống hạm         |
| ------------------- |
| Matsushima (kỳ hạm) |
| Itsukushima         |
| Hashidate           |
| Naniwa              |
| Takachiho           |
| Yaeyama             |
| Akitsushima         |
| Yoshino             |
| Izumi               |
| Tuần dương hạm      |
| Chiyoda             |
| Thiết giáp hộ tống  |
| Hiei                |
| Kongō               |
| Chiến hạm bọc thép  |
| Fusō                |

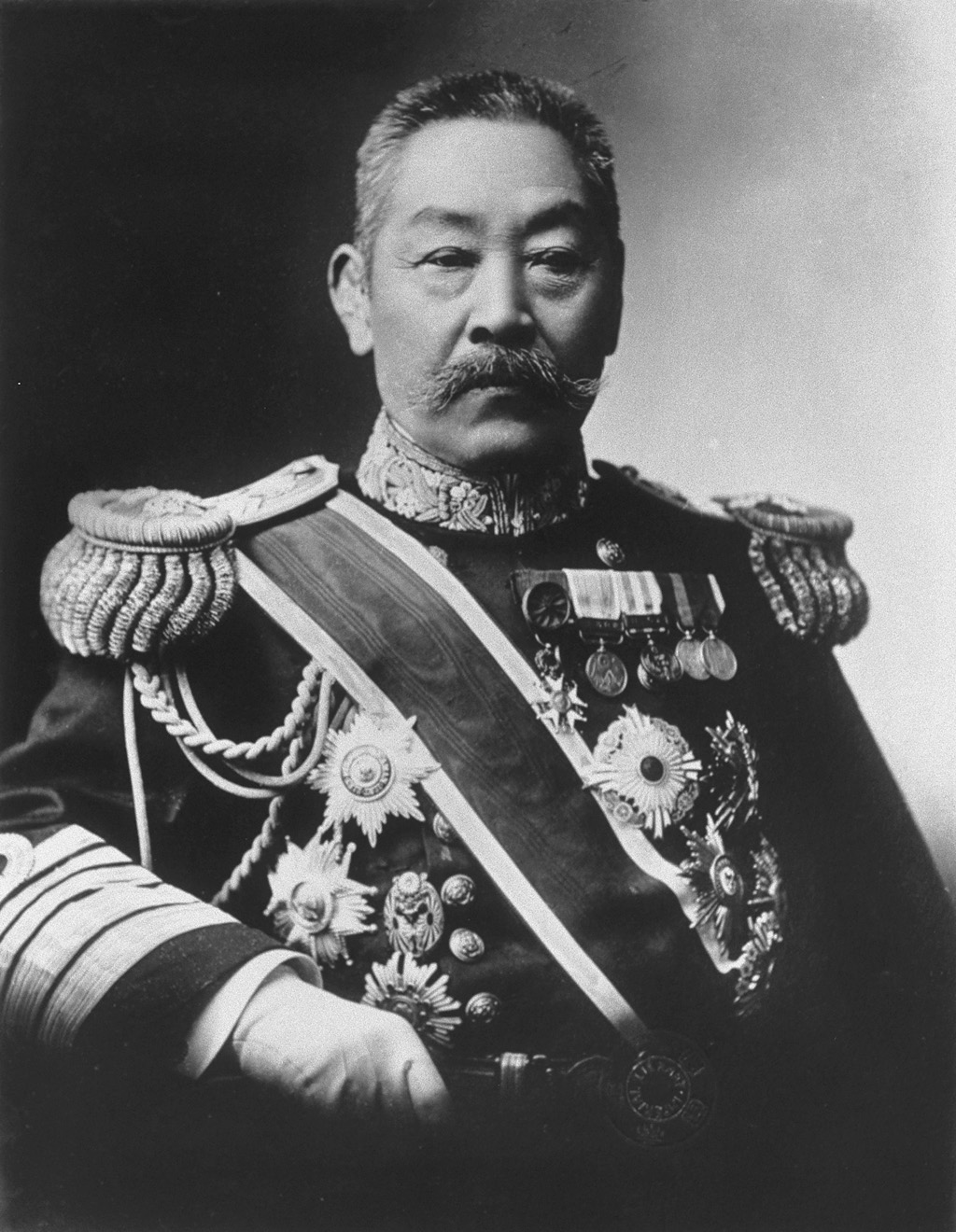
Ito Sukeyuki là Tư lệnh Hạm đội liên hợp.

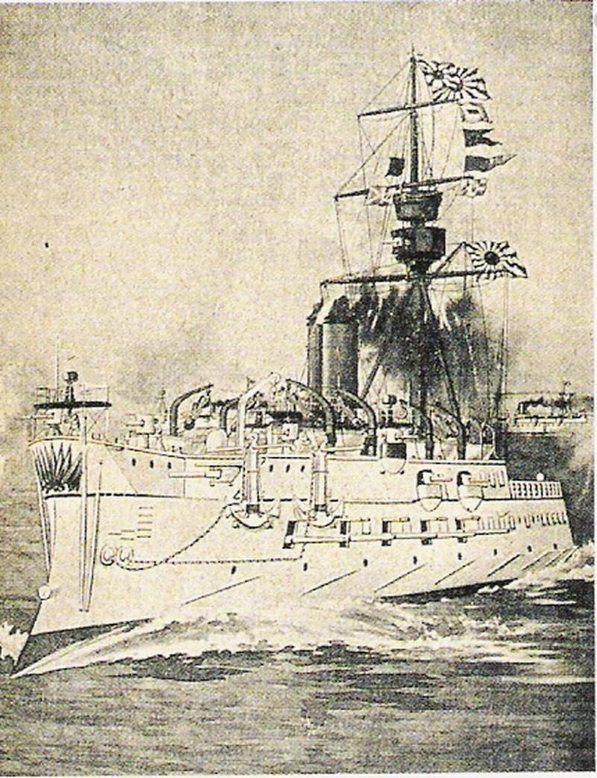
Matsushima, kỳ hạm của Hải quân Đế quốc Nhật Bản trong chiến tranh Trung-Nhật.

Hải quân Đế quốc Nhật Bản được xây dựng theo mẫu Hải quân Hoàng gia Anh, khi ấy là cường quốc hải quân hàng đầu thế giới. Các cố vấn người Anh được gửi đến Nhật Bản để huấn luyện, cố vấn và giáo dục về tổ chức hải quân. Đồng thời, các sinh viên Nhật được gửi đến Liên hiệp Anh để học và nghiên cứu Hải quân Hoàng gia Anh. Qua tập luyện và giảng dạy với các hướng dẫn viên của Anh, Nhật Bản đã xây dựng được một lực lượng hải quân rất thành thạo trong việc bắn đại bác và điều khiển tàu.
Thời gian đầu chiến sự, Hải quân Đế quốc Nhật Bản bao gồm một hạm đội (mặc dù thiếu chủ lực hạm) có 12 chiến hạm hiện đại (Tuần dương hạm Izumi (Hòa Tuyền) được bổ sung trong thời gian chiến sự), một tuần dương hạm (Takao) (Cao Hùng), 22 thuyền phóng lôi, và rất nhiều thương hạm vũ trang và tàu thủy được chuyển thành tàu chiến.
Nhật Bản không đủ nguồn lực để có một chủ lực hạm và vì vậy phải lên kế hoạch triển khai học thuyết "Jeune École" (hạm đội nhỏ) với các tàu chiến nhỏ, chạy nhanh, đặc biệt là tuần dương hạm và tàu phóng lôi, chống lại các tàu chiến lớn.
Rất nhiều tàu chiến chính của Nhật được đóng tại các xưởng tàu của Anh và Pháp (8 chiếc ở Anh, 3 ở Pháp, và 2 ở Nhật) và 16 thuyền phóng lôi đã được đóng tại Pháp và tập hợp lại ở Nhật Bản.

#### Lục quân Đế quốc Nhật Bản
Chính quyền thời kỳ Minh Trị ban đầu xây dựng quân đội theo mẫu Lục quân Pháp. Các cố vấn Pháp đã được gửi đến Nhật theo hai phái đoàn quân sự (trong các năm 1872-1880 và 1884; đó được coi là các phái đoàn thứ hai và thứ ba, phái đoàn đầu tiên là dưới thời Mạc phủ Tokugawa). Chế độ nghĩa vụ quân sự toàn quốc được thực thi từ năm 1873 và quân đội nghĩa vụ kiểu phương Tây được hình thành; các kho vũ khí và trường quân sự cũng được xây dựng.
Năm 1886, Nhật Bản chuyển hướng theo Lục quân Đức, đặc biệt là Phổ như là nền tảng của lục quân. Học thuyết, hệ thống quân sự và cách tổ chức của nó được học tập chi tiết và ứng dụng vào lục quân Nhật. Năm 1885, Jakob Meckel, một cố vấn người Đức ứng dựng những phương pháp mới, ví dụ như tái tổ chức lại cấu trúc chỉ huy lục quân thành các sư đoàn và trung đoàn, củng cố hậu cần, vận tải và công trình xây dựng của lục quân (bằng cách ấy tăng cường khả năng cơ động); và thành lập các trung đoàn pháo binh và công binh như những đơn vị độc lập.
Cho đến những năm 1890, Nhật Bản đã có một quân đội kiểu phương Tây hiện đại, chuyên nghiệp, được trang bị và cung cấp tương đối tốt. Các sĩ quan được du học nước ngoài và được đào tạo tốt về những chiếc lược và chiến thuật. Cho đến đầu cuộc chiến, Lục quân Đế quốc Nhật Bản có thể triển khai lực lượng 120.000 lính trong 2 tập đoàn quân và 5 sư đoàn.
| Cơ cấu Lục quân Đế quốc Nhật Bản 1894-1895 |
| Tập đoàn quân số 1                         |
| Sư đoàn địa phương số 3 (Nagoya)           |
| Sư đoàn địa phương số 5 (Hiroshima)        |
| Tập đoàn quân số 2                         |
| Sư đoàn địa phương số 1 (Tokyo)            |
| Sư đoàn địa phương số 2 (Sendai)           |
| Sư đoàn địa phương số 6 (Kumamoto)         |
| Lực lượng dự bị                            |
| Sư đoàn địa phương số 4 (Osaka)            |
| Lực lượng chiếm đóng Đài Loan              |
| Sư đoàn cận vệ                             |

### Mãn Thanh
Mặc dù Quân đội Bắc Dương - Lục quân Bắc Dương và Hạm đội Bắc Dương – được trang bị tốt nhất và tượng trưng cho quân đội Thanh hiện đại, song tham nhũng là một vấn đề nghiêm trọng làm xói mòn sức mạnh quân đội. Các quan lại nhà Thanh biển thủ công quỹ một cách có hệ thống, thậm chí ngay cả trong giai đoạn chiến tranh. Kết quả là, Hạm đội Bắc Dương không có nổi một chủ lực hạm nào sau khi nó được thành lập vào năm 1868. Việc mua sắm vũ khí dừng lại vào năm 1891, khi ngân sách được chuyển sang xây dựng Di Hòa Viên ở Bắc Kinh. Hậu cần gặp khó khăn lớn do việc xây dựng tuyến đường sắt Mãn Châu đã bị đình lại. Sĩ khí của quân đội Thanh nói chung rất thấp vì thiếu lương và uy thế, việc sử dụng thuốc phiện, và lãnh đạo kém góp phần vào những cuộc rút chạy nhục nhã ví dụ như việc bỏ đồn Uy Hải Vệ được trang bị tốt và hoàn toàn có thể phòng ngự.

#### Lục quân Bắc Dương
Nhà Thanh không có lục quân quốc gia. Sau cuộc nổi dậy Thái Bình Thiên Quốc, quân đội của nước đã bị chia cắt thành các quân đội Mãn Châu, Mông Cổ, Hồi Hột và Hán riêng, rồi được chia thành kiểu chỉ huy mang nặng tính độc lập địa phương. Trong chiến tranh, lực lượng tham chiến phía Thanh chủ yếu là Lục quân và Hạm đội Bắc Dương. Lời kêu gọi cứu viện từ quân đội Bắc Dương tới các quân đội khác hoàn toàn bị bỏ mặc vì vấn đề thù địch địa phương. Hoài quân và An Huy quân còn lớn hơn Lục quân Bắc Dương nhưng lại không tham chiến.

#### Hạm đội Bắc Dương
Hạm đội Bắc Dương là một trong bốn đội hải quân hiện đại cuối thời nhà Thanh. Hải quân nhận được nhiều sự hậu thuẫn của Lý Hồng Chương, Tổng đốc Trực Lệ. Hạm đội Bắc Dương là hạm đội thống trị Đông Á trước Chiến tranh Nhật–Thanh, được coi là "hàng đầu Á Châu" và "lớn thứ 8 thế giới" trong thập kỷ 1880. Tuy vậy, các con tàu không được duy trì thích đáng và kỷ luật rất kém.
| Hạm đội Bắc Dương       | Lực lượng chính |
| ----------------------- | --- |
| Đại chiến hạm           | Đại chiến hạm Định Viễn (kỳ hạm), Đại chiến hạm Trấn Viễn                                                              |
| Thiết giáp hạm          | Thiết giáp hạm Kinh Viễn, Thiết giáp hạm Lai Viễn                                                                      |
| Hộ tống hạm             | Hộ tống hạm Chí Viễn, Hộ tống hạm Tịnh Viễn                                                                            |
| Tuần dương hạm          | Phóng lôi hạm (Torpedo Cruisers) Tế Viễn, Tuần dương hạm Quảng Bính, Tuần dương hạm Siêu Dũng, Tuần dương hạm Dương Uy |
| Tuần dương hạm ven biển | Tuần dương hạm Bình Viễn                                                                                               |
| Hộ tống hạm hạng nhẹ    | Hộ tống hạm Quảng Giáp                                                                                                 |

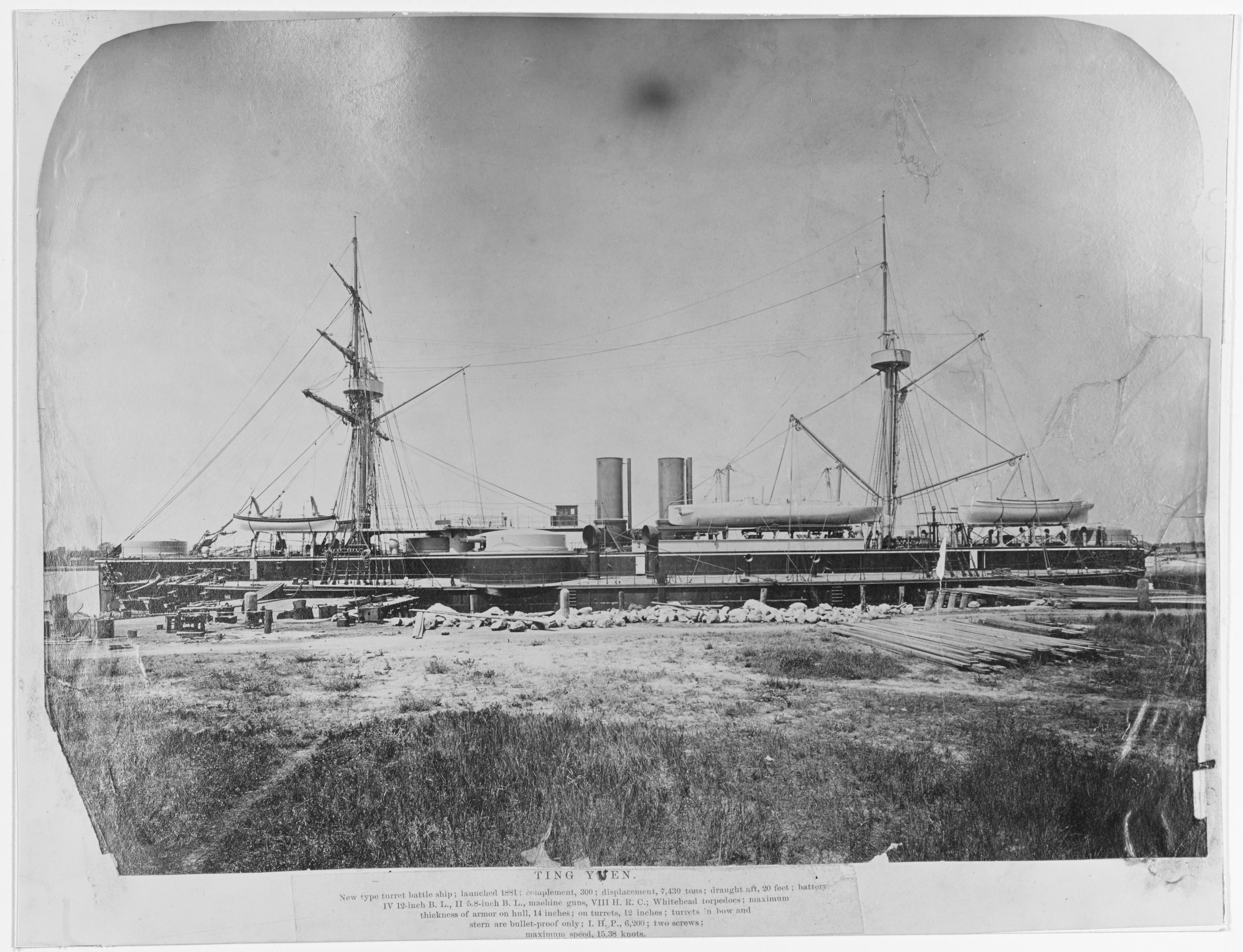
Định Viễn, kỳ hạm của Hạm đội Bắc Dương

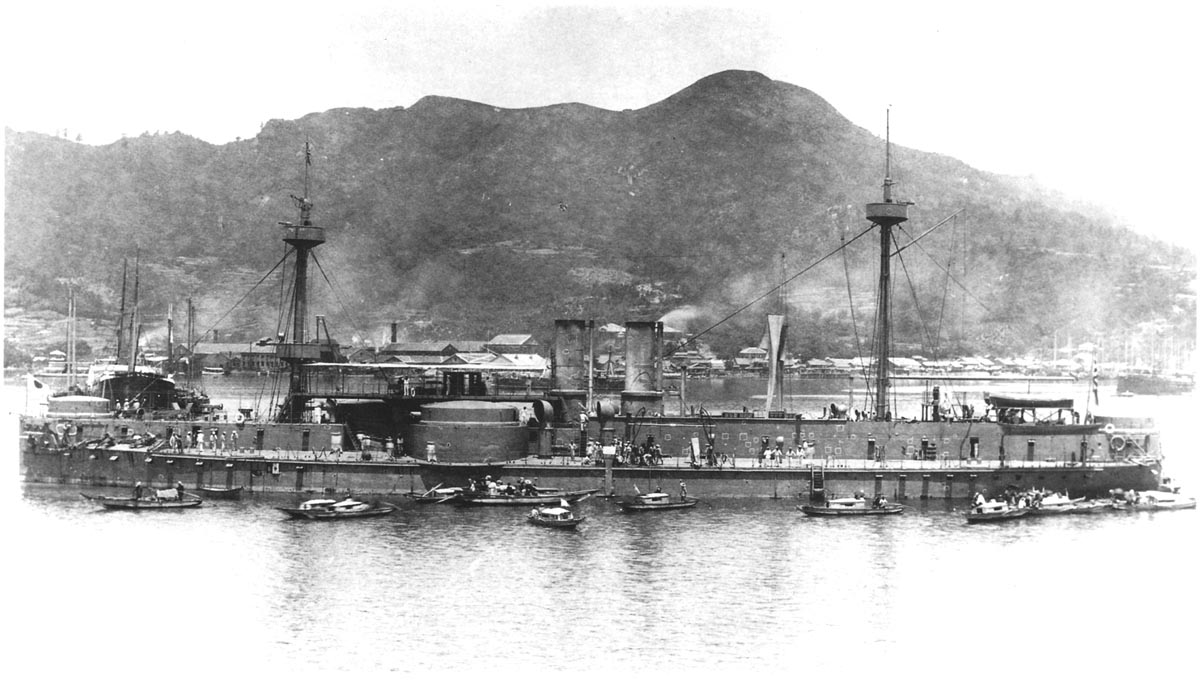
Pháo hạm Trấn Viễn của Trung Quốc

khoảng 13 tàu phóng lôi, rất nhiều pháo hạm và thương hạm vũ trang

## Mở đầu cuộc chiến
Năm 1893, nhà cách mạng Triều Tiên thân Nhật Bản, Kim Ngọc Quân (Kim Okkyun), bị điệp viên của Viên Thế Khải ám sát tại Thượng Hải. Thi thể của ông được mang lên một tàu chiến Trung Quốc và được gửi lại Triều Tiên, nơi nó bị cắt thành nhiều phần và trưng ra như một lời cảnh báo với các lực lượng thân Nhật khác. Chính phủ Nhật Bản coi đó là một sự sỉ nhục trực tiếp. Tình hình trở nên ngày càng căng thẳng khi triều đình Đại Thanh, theo yêu cầu của vua Triều Tiên Cao Tông, gửi quân đến giúp đàn áp Phong trào nông dân Đông học. Nhà Thanh thông báo cho chính phủ Nhật Bản biết về ý định của mình gửi quân đến bán đảo Triều Tiên phù hợp với Điều ước Thiên Tân, và cử tướng Viên Thế Khải làm đại diện toàn quyền dẫn đầu 2.800 quân. Người Nhật đáp lại rằng họ coi hành động này là một sự vi phạm Điều ước, và gửi quân đội viễn chinh 8.000 người đến Triều Tiên (lữ đoàn hỗn hợp Oshima). Quân đội Nhật Bản sau đó bắt giam Cao Tông, chiếm giữ Hoàng cung ở Seoul (Thủ Nhĩ) trước ngày 8 tháng 6 1894, và thay thế triều đình hiện tại bằng các thành viên từ phe thân Nhật. Mặc dù quân đội Trung Quốc đã rời khỏi Triều Tiên vì tự thấy mình không được chào đón ở đây, nhưng triều đình Triều Tiên thân Nhật mới vẫn cho phép Nhật Bản quyền đánh đuổi quân đội Trung Quốc bằng vũ lực. Nhật Bản đổ ngày càng nhiều quân vào Triều Tiên. Nhà Thanh không thừa nhận triều đình mới của Triều Tiên. Chiến sự vì thế bùng nổ.
1 tháng 6 năm 1894: Quân nổi loạn Đông học tiến về Seoul. Triều đình Triều Tiên yêu cầu nhà Thanh giúp đỡ đàn áp cuộc nổi dậy.
6 tháng 6 năm 1894: Nhà Thanh thông báo cho chính phủ Nhật Bản theo nghĩa vụ của Điều ước Thiên Tân về các chiến dịch quân sự của mình. Khoảng 2.465 lính Thanh di chuyển đến Triều Tiên trong vài ngày.
8 tháng 6 năm 1894: Khoảng 4.000 lính bộ binh và 500 lính thủy đánh bộ Nhật đổ bộ xuống Jemulpo (Tế Vật Phổ, nay là (Incheon (Nhân Xuyên)) bất chấp sự phản đối của Triều Tiên và Đại Thanh.
11 tháng 6 năm 1894: Phong trào nông dân Đông học bị dập tắt.
13 tháng 6 năm 1894: Chính phủ Nhật điện tín cho Tư lệnh các lực lượng Nhật Bản tại Triều Tiên, Otori Keisuke, rằng phải lưu trú tại Triều Tiên càng lâu càng tốt bất chấp cuộc nổi dậy đã chấm dứt.
16 tháng 6 năm 1894: Ngoại vụ đại thần Nhật Bản Mutsu Munemitsu gặp Uông Phượng Tảo, Đại sứ Thanh tại Nhật Bản, để thảo luận về vị thế tương lai của Triều Tiên. Uông tuyên bố rằng triều đình Đại Thanh dự định sẽ rút quân khỏi Triều Tiên sau khi cuộc nổi dậy bị dập tắt và hy vọng Nhật Bản cũng làm điều tương tự. Tuy vậy, nhà Thanh cũng bổ nhiệm một công sứ để chăm lo đến các lợi ích của mình ở Triều Tiên và để tái bảo đảm vị thế chư hầu truyền thống của Triều Tiên với Trung Quốc.
22 tháng 6 năm 1894: Quân tiếp viện của Nhật tới Triều Tiên.
3 tháng 7 năm 1894: Otori đề xuất các cải cách với hệ thống chính trị Triều Tiên, vốn bị những người bảo thủ và triều đình thân Trung Quốc bác bỏ.
7 tháng 7 năm 1894: Hòa giải giữa Đại Thanh và Nhật Bản do Đại sứ Anh làm trung gian kết thúc với thất bại của nhà Thanh.
19 tháng 7 năm 1894: Thành lập Hạm đội liên hợp Nhật Bản, bao gồm gần như toàn bộ các tàu lớn của Hải quân Đế quốc Nhật Bản, để chuẩn bị cho cuộc chiến sắp tới.
23 tháng 7 năm 1894: Quân đội Nhật tiến vào kinh đô Seoul, bắt giam Triều Tiên Cao Tông và thành lập triều đình thân Nhật mới, hủy bỏ mọi Điều ước Thanh-Triều và cho Lục quân Đế quốc Nhật Bản quyền đánh đuổi Lục quân Bắc Dương khỏi Triều Tiên.

## Các sự kiện trong chiến tranh

### Khai chiến
Cho đến tháng 7 năm 1894, quân Thanh ở Triều Tiên có khoảng 3.000-3.500 lính và chỉ có thể tiếp tế bằng đường biển qua vịnh Asan. Quân Nhật có kế hoạch là ban đầu phong tỏa quân Thanh tại Asan và sau đó bao vây họ bằng bộ binh.

### Đắm tàu Cao Thăng
Tàu Cao Thăng là một tàu buôn của Anh nặng 2.134 tấn do Indochina Steam Navigation Company ở Luân Đôn làm chủ, do thuyền trưởng T. R. Galsworthy chỉ huy và thủy thủ đoàn gồm 64 người. Chiếc tàu được triều đình Thanh thuê chở quân Thanh đến Triều Tiên. Ngày 25 tháng 7, Cao Thăng khởi hành tới Asan để tiếp viện cho quân Thanh ở đó với 1.200 lính cộng thêm lương thực và trang bị. Một sĩ quan pháo binh Đức, Thiếu tá von Hanneken, với vị trí cố vấn cho quân Thanh cũng ở trên tàu.
Ngày 25 tháng 7 năm 1894, các tuần dương hạm Yoshino, Naniwa, Akitsushima của hạm đội cơ động Nhật Bản, vốn đang tuần tra Asan, đụng đầu với Phóng lôi hạm Tế Viễn và Pháo hạm Quảng Ất. Những con tàu này đang đi ra khỏi Asan (Nha Sơn) để gặp một pháo hạm Trung Quốc khác, chiếc Pháo hạm Thao Giang, đang hộ tống tàu Cao Thăng đến Asan. Sau một cuộc chạm trán nhanh chóng, khoảng 1 giờ đồng hồ, chiếc Tế Viễn chạy thoát trong khi chiếc Quảng Ất bị mắc cạn, và kho thuốc súng của nó phát nổ.
Tuần dương hạm Naniwa (Lãng Tốc) (dưới sự chỉ huy của thuyền trưởng Togo Heihachiro) chặn đường Thao Giang và Cao Thăng. Thao Giang cuối cùng bị bắt sống. Người Nhật sau đó ra lệnh cho Cao Thăng đi theo Naniwa và yêu cầu những người châu Âu trên tàu chuyển qua tàu Naniwa. Tuy vậy, 1.200 quân Thanh trên tàu muốn trở về Taku, và đe dọa giết thuyền trưởng người Anh, Galsworthy và thủy thủ đoàn. Sau 4 giờ đàm phán, Thuyền trường Togo ra lệnh nổ súng vào con tàu. Những người châu Âu nhảy lên boong đều bị quân Thanh bắn hạ. Người Nhật cứu được vài người trong thủy thủ đoàn. Việc chiếc Cao Thăng bị đánh chìm tạo ra một trục trặc ngoại giao giữa Nhật Bản và Anh, nhưng hành động này được chỉ dẫn phù hợp với luật pháp quốc tế theo điều khoản đối xử với người làm binh biến.

### Giao chiến ở Triều Tiên
Được triều đình Triều Tiên thân Nhật mới ủy nhiệm đánh đuổi quân Thanh khỏi lãnh thổ Triều Tiên bằng vũ lực, Thiếu tướng Oshima Yoshimasa dẫn lữ đoàn hỗn hợp Nhật Bản gồm 4.000 binh sĩ hành quân nhanh chóng từ Seoul xuống phía Nam đến vịnh Asan đối mặt với 3.500 quân Thanh đang đóng tại đồn Sŏnghwan (Thành Hoan) phía Đông Asan và Kongchu (Công Châu).
Ngày 28 tháng 7 năm 1894, quân hai bên chạm trán ngay ngoài Asan trong một trận đánh kéo dài đến 7 giờ 30 phút sáng ngày hôm sau. Quân Thanh dần dần mất trận địa vào quân Nhật đông hơn và mạnh hơn; cuối cùng tan vỡ và chạy về Pyongyang (Bình Nhưỡng). Thương vong phía quân Thanh là khoảng 500 người bị chết và bị thương. Phía quân Nhật là 82 người.
Chiến tranh Nhật–Thanh chính thức được tuyên bố vào ngày 1 tháng 8 năm 1894.
Quân Thanh còn lại ở Triều Tiên, cho đến ngày 4 tháng 8, rút lui đến thành phố phía Bắc Bình Nhưỡng, nơi họ hợp cùng đội quân mới được gửi đến. Lực lượng phòng thủ 13.000-15.000 người chuẩn bị và củng cố kỹ lưỡng cho thành phố, hy vọng sẽ cản trở được bước tiến của quân Nhật.
Lục quân Đế quốc Nhật Bản chia làm vài mũi cùng kéo về Bình Nhưỡng vào ngày 15 tháng 9 năm 1894. Quân Nhật đột kích vào thành phố và cuối cùng tiêu diệt quân Thanh nhờ một cuộc tấn công từ cánh. Quân Thanh đầu hàng. Tuy vậy, lợi dụng trận mưa lớn và đêm tối, lực lượng quân Thanh còn lại hành quân ra khỏi Bình Nhưỡng và tiến lên phía Bắc đến bờ biển và thành phố Uiju (Nghĩa Châu). Thương vong của quân Thanh là 2.000 người chết, 4.000 người bị thương. Của phía Nhật là 102 người chết, 433 người bị thương và 33 người mất tích. Toàn quân Nhật tiến vào Bình Nhưỡng sáng sớm ngày 16 tháng 9 năm 1894.

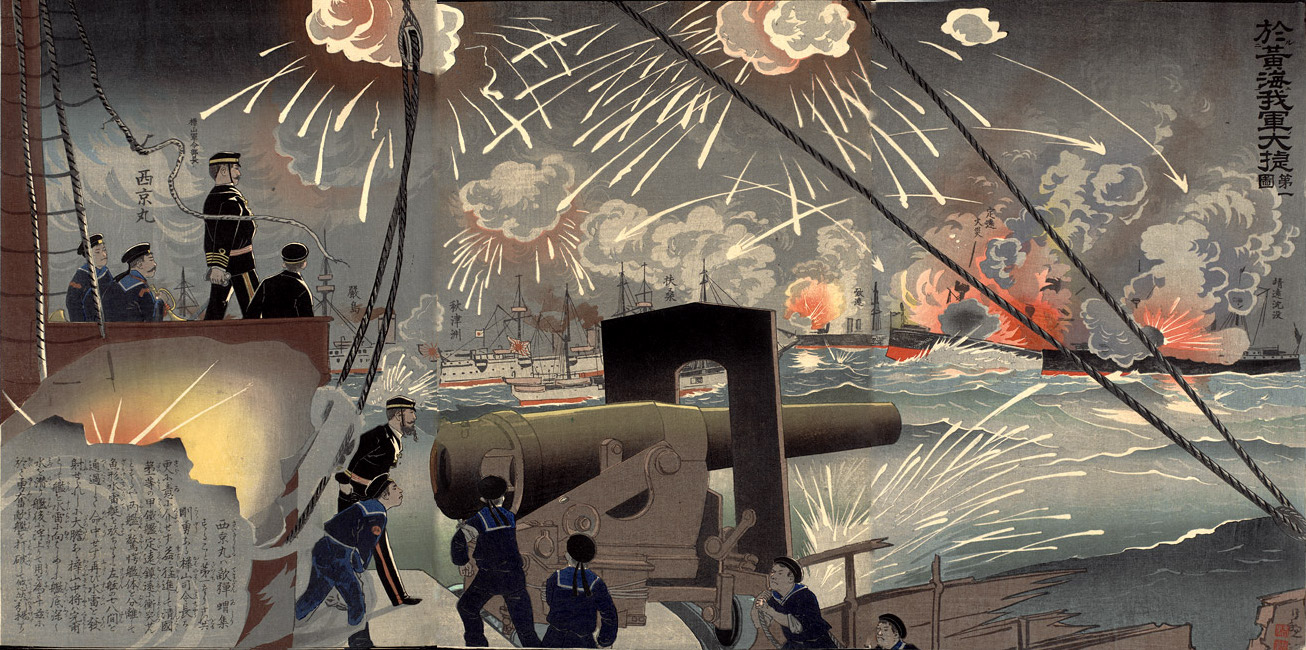
Hải chiến Hoàng Hải

### Tiêu diệt hạm đội Bắc Dương
Hải quân Đế quốc Nhật Bản tiêu diệt 8 trong số 10 tàu chiến của Hạm đội Bắc Dương trên biển Hoàng Hải gần cửa sông Áp Lục ngày 17 tháng 9 năm 1894. Quyền thống trị mặt biển của người Nhật được khẳng định. Tuy vậy, quân Thanh vẫn đổ bộ được 4.500 lính ở gần sông Áp Lục.

### Xâm lược Mãn Châu Lý
Sau thất bại ở Bình Nhưỡng, nhà Thanh bỏ Bắc Triều Tiên và chuyển sang giữ thế thủ trên các đồn ở sông Áp Lục bên phía Trung Quốc gần Áp Lục Giang. Sau khi nhận được quân cứu viện, ngày 10 tháng 10 quân Nhật nhanh chóng tiến về phía Bắc hướng đến Mãn Châu.
Đêm ngày 24 tháng 10 năm 1894, quân Nhật vượt được sông Áp Lục mà không bị phát hiện nhờ dựng các cầu phao. Chiều hôm sau, ngày 25 tháng 10 lúc 5 giờ chiều, họ tấn công đồn Hushan, phía Đông Áp Lục Giang. Lúc 10 giờ 30 tối, quân Thanh phòng thủ bỏ vị trí của mình và cho đến ngày hôm sau đã rút lui toàn bộ khỏi Áp Lục Giang. Với việc chiếm được Áp Lục Giang, Tập đoàn quân số 1 của Tướng Yamagata đã chiếm được ngoại ô thành phố Đan Đông. Trong khi đó, đội quân tháo chạy của Lục quân Bắc Dương nổi lửa đốt thành phố Phụng Thành. Quân Nhật đã đứng vững chắc trên lãnh thổ Trung Quốc với chỉ 4 người bị giết và 140 người bị thương.
Tập đoàn quân số 1 sau đó chia làm 2 hướng với Sư đoàn địa phương số 5 của Tướng Nozu Michitsura tiến đến thành phố Thẩm Dương và Sư đoàn địa phương số 3 của Trung tướng Katsura Taro đuổi theo tàn quân Thanh về phía Tây đến bán đảo Liêu Đông. Cho đến tháng 12, Sư đoàn địa phương số 3 đã chiếm được các thị trấn Ta-tung-kau, Ta-ku-shan, Tự Nham, Tomu-cheng, Hai-cheng, và Kang-wa-seh. Sư đoàn địa phương số 5 hành quân chống lại thời tiết khắc nghiệt ở Mãn Châu Lý tiến đến Thẩm Dương.
Tập đoàn quân số 2 của Oyama Iwao đổ bộ xuống phía Nam bán đảo Liêu Đông ngày 24 tháng 10 và nhanh chóng chiếm được Tiến Hiền và Đại Liên vào các ngày 6-7 tháng 11. Quân Nhật bao vây cảng chiến lược Lữ Thuận.

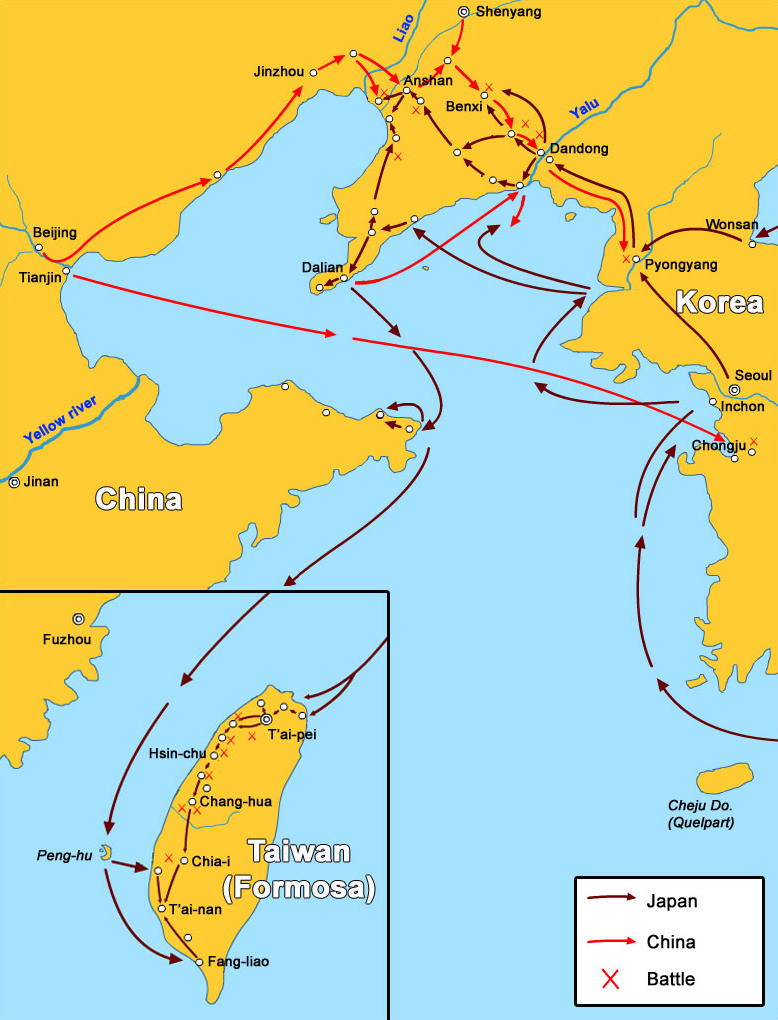
Chiến tranh Nhật-Thanh, các trận đánh và hướng hành quân chính.

### Lữ Thuận Khẩu thất thủ
Ngày 21 tháng 11 năm 1894, quân Nhật đã chiếm được thành phố Lữ Thuận. Quân Nhật được cho là đã thảm sát hàng ngàn thường dân Trung Quốc, trong một sự kiện gọi là Đại tàn sát Lữ Thuận (Lữ Thuận đại đồ sát).
Ngày 10 tháng 12 năm 1894, Kaipeng (ngày nay là Cái Huyện, tỉnh Liêu Ninh, Trung Quốc) mất về tay Tập đoàn quân số 1 Nhật Bản.

### Uy Hải Vệ thất thủ và sau trận đánh
Hải quân Thanh sau đó rút lui đến sau các công sự tại Uy Hải Vệ. Tuy vậy, họ lại bị lục quân Nhật Bản đột kích vào sườn quân phòng ngự bến cảng. Trận Uy Hải Vệ kéo dài 23 ngày bao vây với lực lượng bộ binh và thủy quân lớn diễn ra từ 20 tháng 1 đến 12 tháng 2 năm 1895.
Sau sự thất thủ của Uy Hải Vệ vào ngày 12 tháng 2 năm 1895 và thời tiết mùa đông bớt khắc nghiêt, quân đội Nhật tiến sâu hơn nữa xuống phía Nam Mãn Châu và Bắc Trung Quốc. Cho đến tháng 3 năm 1895, quân Nhật đã chiếm được các đồn kiểm soát đường biển đến Bắc Kinh. Đây sẽ là những trận đánh lớn cuối cùng, tuy vậy, hàng loạt các vụ xung đột lẻ tẻ vẫn tiếp diễn. Trận Doanh Khẩu diễn ra ngoài thành Doanh Khẩu, Mãn Châu Lý vào ngày 5 tháng 3 năm 1895.

### Xâm lược Đài Loan và Bành Hồ
Ngày 26 tháng 3 1895, quân Nhật xâm lược và chiếm quần đảo Bành Hồ ngoài khơi Đài Loan mà không bị thương vong, trong khi đó vào ngày 29 tháng 3 năm 1895, quân Nhật dưới quyền chỉ huy của Đô đốc Motonori Kabayama đổ bộ xuống phía Bắc Đài Loan và tiến lên chiếm toàn bộ nó.

## Kết thúc chiến tranh

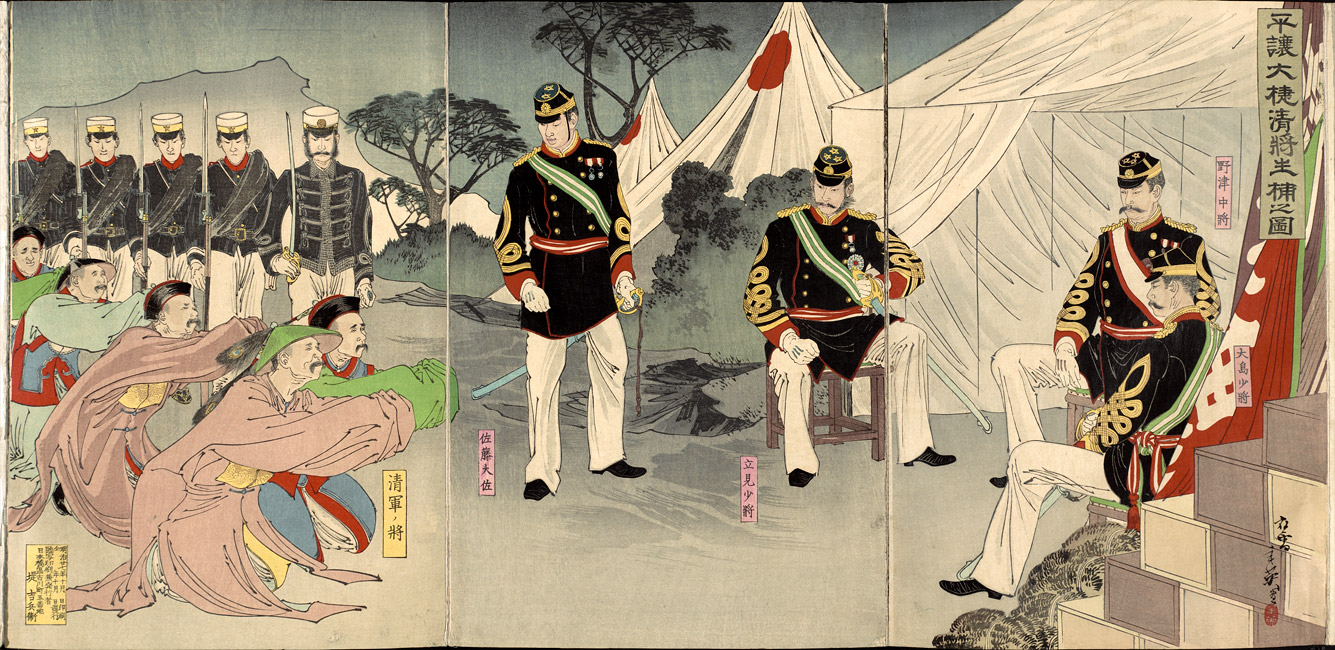
Nhật Bản chiến thắng

Bất chấp việc binh bại nước mất, Lễ chúc thọ của Từ Hi Thái hậu vẫn cứ tiến hành. Ngoài mặt, tuy bà hạ chỉ, lễ chúc mừng lần này "tất cả khoản chi dùng, phải hết sức tiết kiệm, nhưng trên thực tế, diễn kịch liên tiếp trong cung 3 ngày, Vương công Đại thần không ngừng nghỉ tháp tùng xem, các bá quan văn võ chúc thọ và sứ lễ nước ngoài, đều được mời dự tiệc trong cung.
Hòa ước Mã Quan ký ngày 17 tháng 4 1895 theo đó nhà Thanh công nhận sự độc lập hoàn toàn của Triều Tiên, nhượng lại bán đảo Liêu Đông (ngày nay là phía Nam tỉnh Liêu Ninh) cho Nhật Bản "vĩnh viễn". Thêm vào đó, Thanh phải trả cho Nhật Bản 200 triệu lượng bạc (tương đương 7.500 tấn bạc) bồi thường chiến phí trong vòng 7 năm. Nhà Thanh cũng ký hiệp ước thương mại cho phép tàu của Nhật tiến vào sông Trường Giang, mở các nhà máy gia công ở các cảng theo điều ước và mở thêm bốn bến cảng nữa cho ngoại thương. Tuy vậy, các nước phương Tây đã can thiệp buộc Nhật phải từ bỏ bán đảo Liêu Đông để đổi lấy 30 triệu lạng bạc (450 triệu yen).

### Bồi thường chiến phí
Khoản tiền bồi thường 200 triệu lạng bạc tương đương 3,06 tỷ Yên Nhật theo thời giá khi đó. Trong số này, Nhật hoàng Minh Trị dùng 3,04 tỷ Yên để cấp cho quân đội, còn 20 triệu Yên được sung vào ngân khố hoàng gia.
Cộng thêm 30 triệu lạng bạc để chuộc bán đảo Liêu Đông thì Trung Quốc phải trả tổng cộng 230 triệu lạng bạc, tương đương khoảng 5 tỷ USD theo thời giá năm 2014.
Sau chiến tranh, theo học giả Trung Quốc Jin Xide, nhà Thanh phải trả tổng cộng 340.000.000 lạng bạc cho Nhật Bản cho cả bồi thường chiến phí và chiến lợi phẩm, tương đương với 5.100.000.000 yên Nhật, bằng khoảng 6,4 lần thu ngân sách Nhật Bản. Tương tự, học giả Nhật Bản, Ryoko Iechika, tính toán rằng nhà Thanh đã trả tổng cộng 210.000.000 đô la Mỹ (một lạng bạc trị giá khoảng 0,75 đô la thời đó), bằng 1/3 tổng thu của triều Thanh để bồi thường chiến phí cho Nhật Bản, hay khoảng 4.200.000.000 yên Nhật, tương đương với thu ngân sách Nhật Bản trong vòng 5 năm.

## Hậu chiến
Chiến thắng của Nhật Bản trong chiến tranh là kết quả của hai thập kỷ nỗ lực công nghiệp hóa và hiện đại hóa trước đó. Chiến tranh thể hiện sự vượt trội của chiến thuật và huấn luyện của người Nhật nhờ áp dụng kiểu quân sự Tây phương. Lục quân và Hải quân Đế quốc Nhật Bản có thể giáng cho quân Thanh hàng loạt thất bại qua tầm nhìn xa, tính nhẫn nại, chiến lược và sức mạnh tổ chức. Uy thế của nước Nhật tăng lên trong mắt quốc tế. Chiến thắng này đánh dấu việc Nhật Bản vươn lên thành một thế lực trong khu vực (nếu không phải là một cường quốc) theo nghĩa tương đương với phương Tây và là thế lực thống trị ở Á Đông.

### Trung Quốc
Tại quận Sa Thị, nay thuộc Hồ Bắc (Trung Quốc), sau khi chiến tranh Thanh – Nhật kết thúc không lâu, một quan ngoại giao người Nhật tên là Horiguchi đã theo Hiệp ước tới nơi đây để chọn vị trí mở lãnh sự quán. Thế nhưng khi đặt chân tới thành trì này, Horiguchi mới phát hiện ra rằng: Toàn bộ quan lại Thanh triều ở Sa Thị hoàn toàn không một ai biết về cuộc chiến tranh Thanh – Nhật vừa mới diễn ra. Trên thực tế, nhà Thanh lúc bấy giờ đã từng phát hành một tờ báo dành riêng cho quan lại, mục đích là để quan chức từ trung ương tới địa phương đều nắm rõ mọi tình hình xảy ra trong nước. Thế nhưng quan lại ở Sa Thị lại không hề biết tới một cuộc chiến tranh quy mô lớn vừa mới xảy ra cách đó không lâu. Điều này chứng tỏ những quan lại địa phương này từ lâu đã chẳng còn màng tới sự an nguy của xã tắc nước nhà. Đây có lẽ là một trong những điềm báo rõ nhất phản ánh sự suy đồi, kém cỏi của tầng lớp thống trị Mãn Thanh thời bấy giờ.
Các nước phương Tây thấy sự yếu kém của nhà Thanh nên sau đó cũng tham gia xâu xé Trung Quốc. Trước tiên là Đế quốc Đức mượn cớ hai Giáo sĩ truyền đạo bị giết ở Sơn Đông, xuất binh chiếm lĩnh vịnh Giao Châu. Một tháng sau, nước Nga lại xuất binh chiếm lĩnh Đại Liên và cảng Lữ Thuận, khống chế vùng Đông Bắc Trung Quốc. Nước Pháp thì đem quân tới Vân Nam và Lưỡng Quảng; Nhật Bản lại chiếm cứ Phúc Kiến; nước Anh lại cưỡng bức phải cho thuê cảng, mở rộng phạm vi quản lý Cửu Long. Trong vài năm, đế quốc Đại Thanh liên tiếp bị mất đất.
Cuộc chiến cũng đã hé lộ sự thiếu hiệu quả của triều đình, các chính sách, sự tham nhũng trong hệ thống hành chính và sự mục nát của nhà Thanh (điều đã được nhận thấy rõ từ hàng thập kỷ trước đó). Tình cảm bài ngoại công khai tăng lên và sau này lên tới đỉnh điểm trong cuộc khởi nghĩa Nghĩa Hòa Đoàn 5 năm sau đó. Trong suốt thế kỷ 19, nhà Thanh không thể ngăn ngừa được sự xâm phạm lãnh thổ của nước ngoài—điều này cùng với lời kêu gọi cải cách và nổi dậy Nghĩa Hòa Đoàn sẽ là nhân tố chủ chốt dẫn đến cuộc cách mạng năm 1911 và sự sụp đổ của nhà Thanh năm 1912.

### Nhật Bản
Mặc dù Nhật Bản đã đạt được điều mình mong muốn, cụ thể là chấm dứt ảnh hưởng của Trung Quốc với Triều Tiên, Nhật miễn cưỡng phải trả lại bán đảo Liêu Đông (gồm cảng Lữ Thuận) để đổi lấy sự bồi thường tài chính lớn hơn. Các cường quốc phương Tây (đặc biệt là Nga) không quan tâm nhiều đến các điều khoản của hiệp ước, nhưng họ cảm thấy rằng nước Nhật không nên có được cảng Lữ Thuận, vì chính họ cũng có tham vọng với khu vực này của thế giới. Nga thuyết phục Đức và Pháp cùng với họ tạo áp lực ngoại giao với Nhật, dẫn đến cuộc Tam Cường can thiệp ngày 23 tháng 4 1895.
Năm 1898, Nga gây sức ép với nhà Thanh để ký hợp đồng thuê bán đảo Liêu Đông trong vòng 25 năm và tiếp đó xây dựng một căn cứ hải quân tại cảng Lữ Thuận. Mặc dù việc này làm người Nhật tức điên, họ vẫn lo ngại với sự xâm lấn của nước Nga đến Triều Tiên hơn là đến Mãn Châu Lý. Các cường quốc khác, ví dụ như Pháp, Đức và Anh, lợi dụng tình hình của Trung Quốc mà nhận được các nhượng bộ về bến cảng và thương mại, đẩy nhanh thêm sự suy tàn của nhà Thanh. Thanh Đảo và Giao Châu phải nhượng lại cho Đức, Vịnh Quảng Châu cho Pháp, và Uy Hải Vệ cho Anh.
Căng thẳng giữa Nga và Nhật leo thang trong những năm sau chiến tranh Trung-Nhật. Chính phủ Minh Trị biết rằng Nhật Bản chưa đủ sức đấu với Nga nên kêu gọi dân chúng nhẫn nhục, đưa ra chính sách gashin shotan ("ngọa-tân thường-đảm" tức là "nằm gai nếm mật"), tức là chịu đựng gian khổ để chuẩn bị trả thù. Theo kế hoạch tăng cường hải quân bắt đầu từ 1896 - 1897, Nhật mua thêm 4 thiết giáp hạm, 16 tàu tuần dương hạm, 23 khu trục hạm và 600 chiếc tàu loại khác. Đến năm 1903, hải quân Nhật đã có tất cả là 76 tàu cỡ lớn (khu trục hạm trở lên) với trọng tải là 258.000 tấn.
Trong cuộc nổi dậy Nghĩa Hòa Đoàn năm 1900, Liên quân 8 nước được cử đến để đàn áp cuộc nổi dậy; Nga cử quân đội tiến vào Mãn Châu Lý như là một phần của liên quân. Sau khi đánh bại Nghĩa Hòa Đoàn, chính phủ Nga quyết định bỏ trống vùng này. Tuy vậy, cho đến năm 1903, họ thực tế lại tăng số lượng quân tại đây. Đàm phán giữa hai quốc gia (1901–1904) để thiết lập sự công nhận lẫn nhau về phạm vi ảnh hưởng (Nga với Mãn Châu Lý và Nhật với Triều tiên) liên tục bị người Nga làm cho đình đốn một cách có chủ đích. Họ cảm thấy rằng họ có đủ sức mạnh và sự tự tin để không chấp nhận bầy kỳ một sự thương lượng nào và tin rằng Nhật Bản sẽ không dám khai chiến với một cường quốc Âu Châu. Nga cũng có ý định sử dụng Mãn Châu Lý làm bàn đạp để mở rộng hơn nữa lợi ích của mình tại vùng Viễn Đông.
Năm 1902, Nhật Bản lập liên minh với Anh, các điều khoản của liên minh này chỉ rõ nếu Nhật Bản tham chiến tại Viễn Đông, và một cường quốc thứ ba tham chiến chống Nhật Bản, Anh quốc sẽ đến cứu viện người Nhật. Điều này có tác dụng ngăn cản cả Đức lẫn Pháp có bất kỳ một can thiệp quân sự nào trong cuộc chiến tương lai với Nga. Lý do của người Anh khi tham gia liên minh này cũng là để ngăn chặn việc nước Nga mở rộng ảnh hưởng xuống Thái Bình Dương, qua đó đe dọa các lợi ích của nước Anh.
Căng thẳng gia tăng giữa Nhật và Nga là kết quả của việc Nga không muốn tham gia thương thuyết và triển vọng Triều Tiên sẽ rơi vào tay người Nga, vì thế sẽ làm mất các lợi ích của Nhật tại thuộc địa Triều Tiên, từ đó, nước Nhật buộc phải hành động. Điều này là nhân tố quyết định và chất xúc tác để dẫn đến cuộc Chiến tranh Nga-Nhật (1904–05).